# Edgar Stillman Kelley

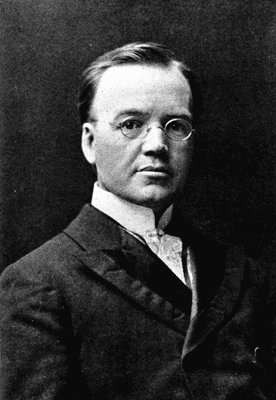
Edgar Stillman Kelley (1900)

Edgar Stillman Kelley (* 14. April 1857 in Sparta/Wisconsin; † 12. November 1944 in Oxford/Ohio) war ein US-amerikanischer Komponist, Dirigent, Organist, Pianist, Musikkritiker und Musikpädagoge.
Kelley hatte den ersten Musikunterricht bei seiner Mutter. Siebzehnjährig ging er nach Chicago, um dort bei Clarence Eddy und Napoleon Ledochowski zu studieren. Von 1876 bis 1880 studierte er am Stuttgarter Konservatorium Orgel, Klavier und Komposition. Seine Lehrer waren Frederich Finck, Wilhelm Krüger, Wilhelm Speidel und Max Seifriz. In Stuttgart lernte er auch Edward MacDowell kennen, in dessen Künstlerkolonie er später zeitweise arbeitete.
Nach dem Studium trat er mit verschiedenen Orchestern in Europa auf, bevor er in die USA zurückkehrte, wo er in San Francisco als Kirchenorganist arbeitete und Musikkritiken für den San Francisco Examiner schrieb. Als Komponist fand er erste Beachtung mit der Schauspielmusik zu einer Aufführung des Macbeth. Von 1886 bis 1891 lebte er in New York und heiratete dort (1891) die Sängerin und Pianistin Jessie Gregg. Nach einer Zeit in Kalifornien, wo er als Komponist, DirIgent und Lehrer arbeitete, wurde Kelley 1891 als Dirigent einer Operettenkomkpagnie nach New York berufen. Daneben unterrichtete er dort am New York College of Music und der New York University und vertrat 1901 Horatio Parker für ein Jahr an der Yale University.
1902 ging Kelley mit seiner Frau nach Berlin, und in den folgenden Jahren wirkte er in Europa als Lehrer, Dirigent und Musiker. 1910 kehrte er in die USA zurück und übernahm eine Stelle am Western College for Woman in Oxford, die er bis zu seinem Tod innehatte. Außerdem war er Dozent für Komposition und später Dekan des Departments für Komposition und Orchestration am Cincinnati Conservatory of Music. Hier wurde 1931 sein Schüler Carl Hugo Grimm sein Nachfolger.
Neben der erwähnten Schauspielmusik zu Macbeth komponierte er eine Musik zu Lew Wallaces Ben Hur (1902), zwei Operetten (Pompeiian Picnic, 1887 und Puritania, 1892), zwei Sinfonien (Gulliver, 1900 und New England, 1913), Orchesterwerke wie Alice in Wonderland (1919) und die sinfonische Dichtung The Pit and the Pendulum (nach Edgar Allan Poe, 1930), die Musik zu dem nicht realisierten Film Corianton, außerdem Kammermusik (u. a. ein Streichquartett und ein Streichquintett), Lieder und Klavierstücke.